# المجموعة التقنية للمستقلين
كانت المجموعة الفنية للأعضاء المستقلين (بالإنجليزية: Technical Group of Independent Members)‏ مجموعة تقنية سياسية غير متجانسة لها مقاعد في البرلمان الأوروبي بين عامي 1999 و 2001. على عكس المجموعات السياسية الأخرى في البرلمان الأوروبي، لم يكن لها طابع سياسي متماسك. دفع وجودها إلى فحص لمدة خمس سنوات لمعرفة ما إذا كانت المجموعات المختلطة متوافقة مع البرلمان. بعد عدة استئنافات إلى المحكمة الأوروبية الابتدائية (المعروفة الآن باسم المحكمة العامة) ومحكمة العدل الأوروبية، صدر الحكم أخيراً بأنه لن يُسمح بتشكيل المجموعات المختلطة بشكل علني.